# Jeff Chandler (pugile)
Jeff Chandler (Filadelfia, 3 settembre 1956) è un pugile statunitense.
La International Boxing Hall of Fame lo ha riconosciuto fra i più grandi pugili di ogni tempo.

## Carriera
Pugile afroamericano, divenne professionista nel 1976, acquisendo il titolo di Campione del mondo dei pesi gallo dal 1980 al 1984.
Si ritirò a 28 anni perché rischiava la cecità.